# Anne-Marie Vedsø Olesen
Anne-Marie Vedsø Olesen (født 18. august 1962) er en dansk skønlitterær forfatter, uddannet læge ved Københavns Universitet.
Hun debuterede med den prisbelønnede middelalderroman Salernos sol i 2000, der blev udgivet efter at have vundet en andenplads i en forfatterkonkurrence udskrevet af Gyldendal og Det Kongelige Bibliotek i forbindelse med temaåret Middelalder 99.

## Priser og legater
- 1999 Konkurrence om den bedste middelalderroman udskrevet af Gyldendal og Det Kongelige Bibliotek – 2. pris for Salernos sol
- 2003 Litteraturrådet: Arbejdslegat
- 2005 Statens Kunstfond: Arbejdslegat
- 2012 Autorkontoen: Arbejdslegat
- 2013 Statens Kunstråds Litteraturudvalg: Arbejdslegat
- 2015 Statens Kunstfond: Arbejdslegat
- 2016 Autorkontoen: Arbejdslegat
- 2018 Statens Kunstfond: Arbejdslegat
- 2018 Autorkontoen: Arbejdslegat
- 2019 Vinder af prisen Årets Danske Horrorudgivelse for romanen Lucie
- 2019 Statens Kunstfond: Arbejdslegat
- 2020 Statens Kunstfond: Arbejdslegat
- 2020 Autorkontoen: Arbejdslegat
- 2020 Danske Skønlitterære Forfatteres Skulderklaplegat
- 2021 Statens Kunstfond: Arbejdslegat
- 2021 Vinder af Niels Klim-prisen for romanen Månen over Øen
- 2022 Statens Kunstfond: Arbejdslegat
- 2022 Nomineret til Læsernes Bogpris for Vølvens vej, Snehild
- 2022 Vinder af DR Romanprisen for Vølvens vej, Snehild
- 2023 Nomineret til European Science Fiction Society (ESFS) Achievement Award i kategorien ‘Best Written Work of Fiction’ for Vølvens vej, Snehild
- 2023 Statens Kunstfond: Arbejdslegat
- 2024 Statens Kunstfond: Arbejdslegat